# 手野町
手野町（てのまち）は茨城県土浦市の町名。五中地区に属する。郵便番号は300-0025。

## 地理
土浦市の中心市街地からみて北東部に位置。南を霞ヶ浦に接する。

## 歴史
- 1898年（明治22年） - 町村制施行により、手野村・白鳥村・田村・沖宿村・菅谷村・神立村が合併。上大津村が成立、上大津村大字手野となる[4]。上大津村村役場が設置される。
- 1954年（昭和29年） - 上大津村は土浦市に合併。土浦市手野町となる[4]。
- 2020年（令和2年）4月 - 町内の土浦市立上大津西小学校が閉校し、土浦市立菅谷小学校の学区とる。

## 世帯数と人口
2022年（令和4年）1月1日現在の世帯数と人口は以下の通りである。
| 町丁     | 世帯数  | 人口  |
| -------- | ------- | ----- |
| 北神立町 | 322世帯 | 952人 |

## 小・中学校の学区
市立小・中学校に通う場合、学区は以下の通りとなる。
| 番地 | 小学校             | 中学校                 |
| ---- | ------------------ | ---------------------- |
| 全域 | 土浦市立菅谷小学校 | 土浦市立土浦第五中学校 |

## 交通

### 道路
- 国道354号

## 施設
- 土浦市役所上大津支所
- 土浦市上大津公民館
- 土浦市立土浦第五中学校
- (旧)土浦市立上大津西小学校
- 水郷つくば農業協同組合れんこんセンター
- 新学幼稚園
- 土浦市老人福祉センター 湖畔荘
- 土浦手野簡易郵便局
- 財団法人茨城県総合健診協会 県南センター